# Георгиос Пулос
Георгиос Пулос (на гръцки: Γεώργιος Πούλος) е гръцки полковник, нацистки колаборационист по време на Втората световна война.

## Биография
Георгиос Пулос участва в „Зондеркомандо 2000“ (на немски: Sonderkommando 2000), немски план, целящ да инфилтрира шпиони в гръцката съпротива. Работи за Националния съюз на Гърция (ЕЕЕ), антисемитска партия, спонсорирана от СС.
Като лидер на паравоенната крайно дясна „Национална армия на Гърция“, съставени предимно от понтийски гърци, с база в Пласничево Пулос организира и извършва много престъпления в Егейска Македония. На 28 март 1945 атакува село Ранци, като част от жителите са избити, а други 50 са принудени да емигрират в България. Най-големите зверства извършва в сътрудничество с немския сержант Фридрих Шуберт и Батальоните за сигурност на 24 април в Катраница и на 15 септември в Енидже Вардар, в които са убити съответно 318 и 103 души, предимно членове на Българския червен кръст и на Централния българомакедонски комитет.
Георгиос Пулос е осъден на смърт и екзекутиран заради военни престъпления.